# Jérôme Gilbert
Jérôme Gilbert, né le 22 janvier 1984 à Verviers, est un coureur cycliste belge. Il est le frère cadet de Philippe Gilbert.
Il est originaire de Remouchamps, localité de la province de Liège connue pour abriter la Côte de La Redoute, l'une des difficultés majeures de la course cycliste Liège-Bastogne-Liège.

## Biographie
Le 31 mars 2013, Jérôme Gilbert prend part à sa première grande classique à l'occasion du Tour des Flandres où il remplace son coéquipier Davy Commeyne, blessé. Il est également aligné par son équipe pour sa première campagne de classiques ardennaises et prend ainsi part à la Flèche wallonne et surtout à Liège-Bastogne-Liège, course qui a la particularité de passer chez lui, à Remouchamps.
En juin 2015, il décide de mettre fin à sa carrière de coureur cycliste sur route.